# Campeonato colombiano 1994
El Campeonato colombiano 1994 (conocido como Copa Mustang 1994 por motivos de patrocinio) fue la cuadragésimo séptima (47a) edición de la Categoría Primera A del fútbol profesional colombiano, siendo el torneo de Primera División en la temporada 1994.
Este fue el último torneo que se disputó en la continuidad del campeonato con definición del título en el mes de diciembre, ya que a partir del siguiente campeonato, el calendario del fútbol colombiano sería acorde con el europeo.

## Sistema de juego
El Torneo Apertura se disputó mediante 16 fechas y el Finalización con 30 jornadas más, todas bajo el sistema de todos contra todos para completar 46 fechas en la primera vuelta. Posteriormente, los ocho mejores equipos clasificaron a los cuadrangulares semifinales. De allí los cuatro mejores clasificaron para disputar el título del año. El primero del cuadrangular final se coronaría campeón y junto al subcampeón clasificarán directamente para la fase de grupos de la Copa Libertadores 1995.

### Puntos de bonificación
Según la clasificación de cada torneo, los clubes recibían puntajes de bonificación distribuidos así: primer lugar 1 punto; segundo lugar 0,75; tercer lugar 0,50; cuarto lugar 0,25. Estos puntos fueron tomados en cuenta para la definición de las fases semifinal y final del torneo.

## Cobertura por televisión
Los derechos fueron otorgados para transmitir el campeonato a Teleantioquia, Telepacífico, Cadena 3 y Caracol Televisión, que transmitió la fase final.[cita requerida]

## Equipos participantes

### Relevo anual de clubes
| Ascendidos a la Primera A               |
| --------------------------------------- |
| Cortuluá (Campeón de la Primera B 1993) |

| Descendidos a la Primera B                                                    |
| ----------------------------------------------------------------------------- |
| Deportes Tolima (Último en la reclasificación del Campeonato colombiano 1993) |

### Datos de los clubes
- A partir del segundo semestre el Once Caldas jugó sus partidos en condición de local en el nuevo Estadio Palogrande.

| Equipo                 | Ciudad                     | Estadio                                |
| ---------------------- | -------------------------- | -------------------------------------- |
| América de Cali        | Cali                       | Olímpico Pascual Guerrero              |
| Atlético Bucaramanga   | Bucaramanga                | Alfonso López                          |
| Atlético Huila         | Neiva                      | Guillermo Plazas Alcid                 |
| Atlético Nacional      | Medellín                   | Atanasio Girardot                      |
| Cortuluá               | Tuluá                      | Doce de Octubre                        |
| Cúcuta Deportivo       | Cúcuta                     | General Santander                      |
| Deportes Quindío       | Armenia                    | Centenario                             |
| Deportivo Cali         | Cali                       | Olímpico Pascual Guerrero              |
| Deportivo Pereira      | Pereira                    | Hernán Ramírez Villegas                |
| Envigado F. C.         | Envigado                   | Polideportivo Sur                      |
| Independiente Medellín | Medellín                   | Atanasio Girardot                      |
| Junior                 | Barranquilla               | Metropolitano Roberto Meléndez         |
| Millonarios            | Bogotá                     | Nemesio Camacho El Campín              |
| Once Caldas            | Cartago Riosucio Manizales | Santa Ana El Vergel Estadio Palogrande |
| Santa Fe               | Bogotá                     | Nemesio Camacho El Campín              |
| Unión Magdalena        | Santa Marta                | Eduardo Santos                         |

### Localización
| Antioquia          | 3 | Atlético Nacional, Envigado F. C. e Independiente Medellín | Nacional Envigado F. C. DIM Millonarios Santa Fe Caldas Pereira Quindío Cortuluá América Cali Bucaramanga Cúcuta Unión Junior Huila |
| Valle del Cauca    | 3 | América de Cali, Cortuluá y Deportivo Cali                 | Nacional Envigado F. C. DIM Millonarios Santa Fe Caldas Pereira Quindío Cortuluá América Cali Bucaramanga Cúcuta Unión Junior Huila |
| Bogotá, D. C.      | 2 | Millonarios y Santa Fe                                     | Nacional Envigado F. C. DIM Millonarios Santa Fe Caldas Pereira Quindío Cortuluá América Cali Bucaramanga Cúcuta Unión Junior Huila |
| Atlántico          | 1 | Junior                                                     | Nacional Envigado F. C. DIM Millonarios Santa Fe Caldas Pereira Quindío Cortuluá América Cali Bucaramanga Cúcuta Unión Junior Huila |
| Caldas             | 1 | Once Caldas                                                | Nacional Envigado F. C. DIM Millonarios Santa Fe Caldas Pereira Quindío Cortuluá América Cali Bucaramanga Cúcuta Unión Junior Huila |
| Huila              | 1 | Atlético Huila                                             | Nacional Envigado F. C. DIM Millonarios Santa Fe Caldas Pereira Quindío Cortuluá América Cali Bucaramanga Cúcuta Unión Junior Huila |
| Magdalena          | 1 | Unión Magdalena                                            | Nacional Envigado F. C. DIM Millonarios Santa Fe Caldas Pereira Quindío Cortuluá América Cali Bucaramanga Cúcuta Unión Junior Huila |
| Norte de Santander | 1 | Cúcuta Deportivo                                           | Nacional Envigado F. C. DIM Millonarios Santa Fe Caldas Pereira Quindío Cortuluá América Cali Bucaramanga Cúcuta Unión Junior Huila |
| Quindío            | 1 | Deportes Quindío                                           | Nacional Envigado F. C. DIM Millonarios Santa Fe Caldas Pereira Quindío Cortuluá América Cali Bucaramanga Cúcuta Unión Junior Huila |
| Risaralda          | 1 | Deportivo Pereira                                          | Nacional Envigado F. C. DIM Millonarios Santa Fe Caldas Pereira Quindío Cortuluá América Cali Bucaramanga Cúcuta Unión Junior Huila |
| Santander          | 1 | Atlético Bucaramanga                                       | Nacional Envigado F. C. DIM Millonarios Santa Fe Caldas Pereira Quindío Cortuluá América Cali Bucaramanga Cúcuta Unión Junior Huila |

## Torneo Apertura
| Pos | Equipo                 | Pts | PJ | PG | PE | PP | GF | GC | Dif |
| --- | ---------------------- | --- | -- | -- | -- | -- | -- | -- | --- |
| 1.  | Atlético Nacional      | 22  | 16 | 8  | 6  | 2  | 17 | 7  | 10  |
| 2.  | América de Cali        | 20  | 16 | 8  | 4  | 4  | 26 | 20 | 6   |
| 3.  | Once Caldas            | 19  | 16 | 7  | 5  | 4  | 22 | 19 | 3   |
| 4.  | Envigado F. C.         | 19  | 16 | 6  | 7  | 3  | 18 | 17 | 1   |
| 5.  | Millonarios            | 18  | 16 | 7  | 4  | 5  | 29 | 19 | 10  |
| 6.  | Deportivo Cali         | 18  | 16 | 7  | 4  | 5  | 24 | 19 | 5   |
| 7.  | Cúcuta Deportivo       | 16  | 16 | 5  | 6  | 5  | 20 | 20 | 0   |
| 8.  | Atlético Huila         | 15  | 16 | 5  | 5  | 6  | 20 | 22 | -2  |
| 9.  | Independiente Medellín | 15  | 16 | 5  | 5  | 6  | 19 | 21 | -2  |
| 10. | Junior de Barranquilla | 15  | 16 | 5  | 5  | 6  | 16 | 21 | -5  |
| 11. | Unión Magdalena        | 14  | 16 | 5  | 4  | 7  | 16 | 17 | -1  |
| 12. | Independiente Santa Fe | 14  | 16 | 5  | 4  | 7  | 20 | 25 | -5  |
| 13. | Cortuluá               | 13  | 16 | 5  | 3  | 8  | 21 | 24 | -3  |
| 14. | Atlético Bucaramanga   | 13  | 16 | 3  | 7  | 6  | 20 | 24 | -4  |
| 15. | Deportes Quindío       | 13  | 16 | 4  | 5  | 7  | 19 | 24 | -5  |
| 16. | Deportivo Pereira      | 12  | 16 | 2  | 8  | 6  | 17 | 25 | -8  |

 Pts=Puntos; PJ=Partidos jugados; G=Partidos ganados; E=Partidos empatados; P=Partidos perdidos; GF=Goles a favor; GC=Goles en contra; DIF=Diferencia de gol

## Torneo Finalización
| Pos | Equipo                 | Pts | PJ | PG | PE | PP | GF | GC | Dif |
| --- | ---------------------- | --- | -- | -- | -- | -- | -- | -- | --- |
| 1.  | Atlético Nacional      | 37  | 30 | 14 | 9  | 7  | 48 | 35 | 13  |
| 2.  | Millonarios            | 36  | 30 | 15 | 6  | 9  | 54 | 39 | 15  |
| 3.  | Independiente Medellín | 36  | 30 | 13 | 10 | 7  | 43 | 35 | 8   |
| 4.  | Junior de Barranquilla | 35  | 30 | 12 | 11 | 7  | 51 | 37 | 14  |
| 5.  | Once Caldas            | 32  | 30 | 7  | 18 | 5  | 45 | 39 | 6   |
| 6.  | Deportivo Cali         | 31  | 30 | 11 | 9  | 10 | 45 | 46 | -1  |
| 7.  | Atlético Huila         | 29  | 30 | 10 | 9  | 11 | 43 | 47 | -4  |
| 8.  | Envigado F. C.         | 29  | 30 | 10 | 9  | 11 | 36 | 46 | -10 |
| 9.  | Cúcuta Deportivo       | 29  | 30 | 6  | 17 | 7  | 35 | 31 | 4   |
| 10. | América de Cali        | 28  | 30 | 9  | 10 | 11 | 44 | 34 | 10  |
| 11. | Deportes Quindío       | 28  | 30 | 9  | 10 | 11 | 44 | 52 | -8  |
| 12. | Unión Magdalena        | 28  | 30 | 9  | 10 | 11 | 31 | 44 | -13 |
| 13. | Deportivo Pereira      | 27  | 30 | 11 | 5  | 14 | 42 | 43 | -1  |
| 14. | Independiente Santa Fe | 25  | 30 | 8  | 9  | 13 | 33 | 42 | -9  |
| 15. | Atlético Bucaramanga   | 25  | 30 | 7  | 11 | 12 | 32 | 45 | -13 |
| 16. | Cortuluá               | 25  | 30 | 5  | 15 | 10 | 31 | 42 | -11 |

 Pts=Puntos; PJ=Partidos jugados; G=Partidos ganados; E=Partidos empatados; P=Partidos perdidos; GF=Goles a favor; GC=Goles en contra; DIF=Diferencia de gol

## Reclasificación
En la tabla de reclasificación se resumen todos los partidos jugados por los 16 equipos entre los meses de febrero y noviembre en los torneos Apertura y Finalización.
| Pos | Equipo                 | Pts | PJ | PG | PE | PP | GF | GC | Dif |
| --- | ---------------------- | --- | -- | -- | -- | -- | -- | -- | --- |
| 1.  | Atlético Nacional      | 59  | 46 | 22 | 15 | 9  | 65 | 42 | 23  |
| 2.  | Millonarios            | 54  | 46 | 22 | 10 | 14 | 83 | 58 | 25  |
| 3.  | Independiente Medellín | 51  | 46 | 18 | 15 | 13 | 62 | 56 | 6   |
| 4.  | Once Caldas            | 51  | 46 | 14 | 23 | 9  | 67 | 58 | 9   |
| 5.  | Atlético Junior        | 50  | 46 | 17 | 16 | 13 | 67 | 58 | 9   |
| 6.  | Deportivo Cali         | 49  | 46 | 18 | 13 | 15 | 69 | 65 | 4   |
| 7.  | América de Cali        | 48  | 46 | 17 | 14 | 15 | 70 | 54 | 16  |
| 8.  | Envigado F. C.         | 48  | 46 | 16 | 16 | 14 | 54 | 63 | -9  |
| 9.  | Cúcuta Deportivo       | 45  | 46 | 11 | 23 | 12 | 55 | 51 | 4   |
| 10. | Atlético Huila         | 44  | 46 | 15 | 14 | 17 | 63 | 69 | -6  |
| 11. | Unión Magdalena        | 42  | 46 | 14 | 14 | 18 | 47 | 61 | -14 |
| 12. | Deportes Quindío       | 41  | 46 | 13 | 15 | 18 | 63 | 76 | -13 |
| 13. | Deportivo Pereira      | 39  | 46 | 13 | 13 | 20 | 59 | 68 | -9  |
| 14. | Independiente Santa Fe | 39  | 46 | 13 | 13 | 20 | 53 | 67 | -14 |
| 15. | Cortuluá               | 38  | 46 | 10 | 18 | 18 | 52 | 66 | -14 |
| 16. | Atlético Bucaramanga   | 38  | 46 | 10 | 18 | 18 | 52 | 69 | -17 |

 Pts=Puntos; PJ=Partidos jugados; PE=Partidos empatados; P=Partidos perdidos; GF=Goles a favor; GC=Goles en contra; DIF=Diferencia de gol
|  | Clasificado para los cuadrangulares semifinales. |
|  | Eliminado.                                       |
|  | Descendido a la Categoría Primera B.             |

## Cuadrangulares semifinales
La segunda fase del Campeonato colombiano 1994 consiste en los cuadrangulares semifinales. Estos los disputan los ocho mejores equipos de todo el año, distribuidos en dos grupos de cuatro. Los cuatro primeros recibieron puntaje de bonificación previo al inicio de esta etapa. Los dos mejores de cada grupo avanzan al cuadrangular final para definir al campeón y los cupos a la Copa Libertadores.

### Grupo A
| Pos | Equipo                 | Bon  | Pts  | PJ | PG | PE | PP | GF | GC | Dif |
| --- | ---------------------- | ---- | ---- | -- | -- | -- | -- | -- | -- | --- |
| 1.  | Atlético Nacional      | 2    | 10   | 6  | 3  | 2  | 1  | 10 | 5  | 5   |
| 2.  | Independiente Medellín | 0,50 | 7,50 | 6  | 2  | 3  | 1  | 5  | 3  | 2   |
| 3.  | Envigado F. C.         | 0,25 | 5,25 | 6  | 1  | 3  | 2  | 5  | 10 | -5  |
| 4.  | Deportivo Cali         | 0    | 4    | 6  | 0  | 4  | 2  | 5  | 7  | -2  |

 Bon=Puntaje de bonificación; Pts=Puntos; PJ=Partidos jugados; PE=Partidos empatados; P=Partidos perdidos; GF=Goles a favor; GC=Goles en contra; DIF=Diferencia de gol
|  | Clasificado al cuadrangular final. |

### Grupo B
| Pos | Equipo          | Bon  | Pts   | PJ | PG | PE | PP | GF | GC | Dif |
| --- | --------------- | ---- | ----- | -- | -- | -- | -- | -- | -- | --- |
| 1.  | América de Cali | 0,50 | 10,50 | 6  | 5  | 0  | 1  | 9  | 5  | 4   |
| 2.  | Millonarios     | 1,50 | 7,50  | 6  | 3  | 0  | 3  | 13 | 8  | 5   |
| 3.  | Atlético Junior | 0,25 | 5,25  | 6  | 2  | 1  | 3  | 5  | 7  | -2  |
| 4.  | Once Caldas     | 0    | 3     | 6  | 1  | 1  | 4  | 5  | 12 | -7  |

 Bon=Puntaje de bonificación; Pts=Puntos; PJ=Partidos jugados; PE=Partidos empatados; P=Partidos perdidos; GF=Goles a favor; GC=Goles en contra; DIF=Diferencia de gol
|  | Clasificado al cuadrangular final. |

## Cuadrangular final

### Resultados
| Fecha 1      | Fecha 1   | Fecha 1          |
| Equipo Local | Resultado | Equipo Visitante |
| ------------ | --------- | ---------------- |
| Medellín     | 0 - 0     | América          |
| Millonarios  | 3 - 2     | Nacional         |

| Fecha 2      | Fecha 2   | Fecha 2          |
| Equipo Local | Resultado | Equipo Visitante |
| ------------ | --------- | ---------------- |
| Nacional     | 1 - 1     | Medellín         |
| América      | 1 - 0     | Millonarios      |

| Fecha 3      | Fecha 3   | Fecha 3          |
| Equipo Local | Resultado | Equipo Visitante |
| ------------ | --------- | ---------------- |
| Nacional     | 1 - 0     | América          |
| Millonarios  | 1 - 0     | Medellín         |

| Fecha 4      | Fecha 4   | Fecha 4          |
| Equipo Local | Resultado | Equipo Visitante |
| ------------ | --------- | ---------------- |
| América      | 2 - 0     | Nacional         |
| Medellín     | 0 - 0     | Millonarios      |

| Fecha 5      | Fecha 5   | Fecha 5          |
| Equipo Local | Resultado | Equipo Visitante |
| ------------ | --------- | ---------------- |
| América      | 2 - 1     | Medellín         |
| Nacional     | 2 - 1     | Millonarios      |

| Fecha 6      | Fecha 6   | Fecha 6          |
| Equipo Local | Resultado | Equipo Visitante |
| ------------ | --------- | ---------------- |
| Millonarios  | 3 - 1     | América          |
| Medellín     | 0 - 1     | Nacional         |

### Posiciones
| Pos | Equipo                 | Bon  | Pts  | PJ | PG | PE | PP | GF | GC | Dif |
| --- | ---------------------- | ---- | ---- | -- | -- | -- | -- | -- | -- | --- |
| 1.  | Atlético Nacional      | 2    | 9    | 6  | 3  | 1  | 2  | 7  | 7  | 0   |
| 2.  | Millonarios            | 1,50 | 8,50 | 6  | 3  | 1  | 2  | 8  | 6  | 2   |
| 3.  | América de Cali        | 0,50 | 7,50 | 6  | 3  | 1  | 2  | 6  | 5  | 1   |
| 4.  | Independiente Medellín | 0,50 | 3,50 | 6  | 0  | 3  | 3  | 2  | 5  | -3  |

 Bon=Puntaje de bonificación; Pts=Puntos; PJ=Partidos jugados; G=Partidos ganados; E=Partidos empatados; P=Partidos perdidos; GF=Goles a favor; GC=Goles en contra; DIF=Diferencia de gol
|  | Campeón, clasificado para la Copa Libertadores 1995.    |
|  | Subcampeón, clasificado para la Copa Libertadores 1995. |
|  | Clasificados para la Copa Conmebol 1995.                |

|                                      |
| Bandera de Colombia                  |
| Campeón Atlético Nacional 6.º título |

## Goleadores
| Jugador               | Equipo                                                                | Goles |
| --------------------- | --------------------------------------------------------------------- | ----- |
| Rubén Darío Hernández | Independiente Medellín (2) Deportivo Pereira (24) América de Cali (6) | 32    |
| Alex Comas            | Deportes Quindío Atlético Nacional                                    | 31    |
| Carlos Rendón         | Millonarios                                                           | 25    |
| Jorge Ramoa           | Atlético Bucaramanga                                                  | 20    |
| Arnoldo Iguarán       | Millonarios                                                           | 20    |
| Antony de Ávila       | América de Cali                                                       | 18    |

## Clasificación a torneos internacionales
| Clasificado como | Copa Libertadores 1995 | Supercopa Sudamericana 1995 | Copa Conmebol 1995     |
| ---------------- | ---------------------- | --------------------------- | ---------------------- |
| Colombia 1       | Atlético Nacional      | Atlético Nacional           | América de Cali        |
| Colombia 2       | Millonarios            |                             | Independiente Medellín |

## Cambios de categoría al final de temporada
| Descendido a la Primera B | Ascendido a la Primera A |
| ------------------------- | ------------------------ |
| Atlético Bucaramanga      | Deportes Tolima          |